# 구조라해수욕장
구조라해수욕장(舊助羅海水浴場)은 대한민국 경상남도 거제시 일운면 구조라리에 위치한 해수욕장이다.

## 개요
구조라해수욕장은 폭 약 30m, 길이가 1.1Km에 이르는 부드러운 모래를 가진 해수욕장이다. 한국전쟁 때 포로수용소를 만들기 위해 모래를 조달했던 미군들에 의해 휴양지로 사용되었으며, 해수욕장으로 알려지게 된다.

## 참고 자료
- 구조라해수욕장 - 기상청 일기예보